# Sara Specx
Sara Specx (* 1616/17 in Hirado; † 1636 auf Formosa) war die Tochter des Kaufmanns Jacques Specx, Generalgouverneur der Niederländischen Ostindien-Kompanie (VOC), und seiner japanischen Konkubine.

## Leben
Sara oder auch Saartje wurde in der niederländischen Handelsstation Hirado geboren. Als ihr Vater vorübergehend in die Niederlande zurückkehrte, konnte er sie nicht mitnehmen, da sogenannten „Mischlingen“ die Einreise in die Niederlande verboten war. Stattdessen ließ er sie in Batavia, dem Handelszentrum der VOC in Südostasien, zurück. Dort kümmerte sich Eva Ment, die Frau des Generalgouverneurs Jan Pieterszoon Coen, um das zwölfjährige Mädchen.
Als das Mädchen im Alter von 12 oder 13 Jahren bei sexuellen Aktivitäten mit dem ebenfalls in Asien geborenen 15 Jahre alten Soldaten Pieter Cortenhoeff ertappt wurde, betrachtete Coen als strenggläubiger Calvinist die heimliche Liebesbeziehung in seiner Residenz als Majestätsbeleidigung. Er setzte schwerste Strafen durch: Pieter Cortenhoeff wurde enthauptet, Sara öffentlich ausgepeitscht.
Kurz darauf starb Coen. Jacques Specx kehrte nach Batavia zurück und trat seine Nachfolge als Generalgouverneur an. Er war empört über Coens Vorgehen und versuchte, all jene vor Gericht zu bringen, die das Todesurteil gegen Pieter Cortenhoeff und die Auspeitschung seiner Tochter mit zu verantworten hatten.
Sara Specx heiratete später den deutschen Prediger Georgius Candidius und begleitete ihn nach Taiwan, wo sie 1636 im Alter von 19 Jahren starb.

## Rezeption
Der Skandal um Sara Specx und das Verhalten von Jan Pieterszoon Coen wurde in den folgenden Jahren in den Niederlanden bekannt und viel diskutiert. Der berühmte Dichter Jacob Cats schrieb ein Gedicht über das Liebespaar, das 50 000 mal verkauft wurde, eine enorm hohe Zahl für die damalige Zeit.
1931 verarbeitete der Schriftsteller J. Slauerhoff den Stoff zu dem kolonialkritischen Theaterstück "Jan Pietersz Coen", das erst lange nach dem Zweiten Weltkrieg erstmals aufgeführt werden durfte.
Auch in neuester Zeit wurde Sara Specxs Schicksal wiederholt aufgegriffen, so in den Romanen "Het schaduwspel" von Simone van der Vlugt (2018) und "Die Muskatprinzessin" von Christoph Driessen (2020).